# Gà tiền Mã Lai
Gà tiền Mã Lai (Polyplectron malacense) là một loài chim trong họ Phasianidae.